# Бублієнко Роман Володимирович
Рома́н Володи́мирович Бубліє́нко (нар. 25 квітня 1993, смт Володарка, Київська область, Україна — пом. 1 лютого 2017, м. Авдіївка, Донецька область, Україна) — український військовослужбовець, солдат Збройних сил України. Учасник російсько-української війни. Позивний «Бублік».

## Життєпис
Народився 1993 року в селищі міського типу Володарка Київської області. 2008 року закінчив 9 класів загальноосвітньої школи № 2 смт Володарка. По закінченні у 2011 році Володарського професійного аграрного ліцею, за спеціальністю «газоелектрозварювальник», працював за фахом.
24 січня 2012 призваний на строкову військову службу, яку проходив у військовій частині Військово-Морських Сил Збройних Сил України в Севастополі. 2013-го демобілізувався.
Повернувшись з армії, одружився. Захоплювався рибальством, любив готувати, добре малював.
Вже під час війни, 15 вересня 2016 вступив на військову службу за контрактом. Служив гранатометником, командиром відділення — командиром бойової машини 9-ї механізованої роти 3-го механізованого батальйону 72-ї окремої механізованої бригади, в/ч А2167, м. Біла Церква.
З осені 2016 брав участь в антитерористичній операції на Сході України в районі Авдіївки, тримав оборону на позиції «Шахта» між Авдіївкою та окупованим Спартаком (вентиляційний ствол шахти «Бутівка-Донецька»).
Загинув 1 лютого 2017 року від чисельних осколкових поранень внаслідок артилерійського обстрілу російсько-терористичними угрупуваннями з реактивних систем залпового вогню «Град» опорного пункту «Шахта» на південь від Авдіївки. Того ж дня на позиції біля «Царської охоти» загинув командир 9-ї роти лейтенант Леонід Дергач.
Похований на кладовищі смт Володарка. Залишилися батьки, сестра, дружина та 2-річний син.

## Нагороди та звання
- Орден «За мужність» III ступеня, за особисту мужність і самовідданість, виявлені у захисті державного суверенітету та територіальної цілісності України, вірність військовій присязі (01.02.2017; посмертно)[4].
- Відзнака Начальника Генерального штабу — Нагрудний знак «За взірцевість у військовій службі» III ступеня (10.01.2017).
- Знак народної пошани (ВО «Країна») — Медаль «За відвагу» (02.12.2016).
- Пам'ятна відзнака — Нагрудний знак «Холодний Яр» (01.12.2016).